# Свети Димитър (Корница)
Вижте пояснителната страница за други значения на Свети Димитър.
„Свети Димитър“ е православна църква в неврокопското село Корница, България, част от Неврокопската епархия на Българската православна църква.

## Местоположение
Църквата е разположена в центъра на Корница.

## История
В 20-те години на XX век в помашкото село Корница се заселват българи бежанци от Егейска Македония. Паско Илиев Терзиев, бежанец от сярското село Фращен, като учител, получава парцел за къща в центъра на селото. При строежа са открити останки от църква и се взима решение там да се издигне отново християнски храм, а учителят получава друг парцел. Ктитори на църквата Димитър Печалов, Петър Белухов, Петър Вишнаров, Илия Кюлев, Тома Иванов, Иван Рачев, Иван Биков, Благо Гаджанов, Михаил Янакиев, Симеон Гаджев, Димитър Мардов, Костадин Кузманов, Костадин Влахов, братя Бойчеви, Димитър Гегов и Ангел Кондев. Строителството на храма, посветен на Свети Димитър, започва в 1927 година от майсторите са от Ковачевица, Неврокопско. Църквата е завършена в 1930 година и е осветена на 28 август 1939 година.
В 2010 година по инициатива на църковното настоятелство с дарения на местни хора е извършен основен ремонт.